# Port lotniczy Niue
Port lotniczy Niue (IATA: IUE, ICAO: NIUE) - międzynarodowy port lotniczy położony w Alofi, w Niue.